# Whirlwind Inlet
Das Whirlwind Inlet (in Argentinien Caleta Remolino) ist eine vereiste Bucht an der Bowman-Küste des Grahamlands auf der Antarktischen Halbinsel. Es liegt zwischen dem Kap Northrop und dem Tent-Nunatak.
Entdeckt wurde sie bei einem Überflug am 20. Dezember 1928 durch den australischen Polarforscher Hubert Wilkins. Wilkins identifizierte dabei vier große Gletscher, die in diese Bucht einmünden und die er gemeinsam Whirlwind-Gletscher benannte, da sie ihn in ihrer radialen Anordnung an einen Sternmotor der Typenserie Wright Whirlwind des US-amerikanischen Herstellers Wright Aeronautical erinnerten. Diese Benennung wurde schließlich auch für die Bucht übernommen. Sie wurde 1940 durch Wissenschaftler der United States Antarctic Service Expedition (1939–1941) aus der Luft fotografiert und 1947 durch den Falkland Islands Dependencies Survey geodätisch vermessen.